# Thái sư Trần Thủ Độ (phim truyền hình)
Thái sư Trần Thủ Độ là một bộ phim truyền hình lịch sử Việt Nam được thực hiện bởi Hãng phim truyện I do Đào Duy Phúc làm đạo diễn. Phim lấy nguyên mẫu từ Trần Thủ Độ - người có công trong việc thành lập triều đình nhà Trần trong lịch sử Việt Nam. Phim được sản xuất nhằm kỷ niệm 1000 năm Thăng Long – Hà Nội. Phim phát sóng vào lúc 20h35 thứ 2, 3, 4 hàng tuần bắt đầu từ ngày 22 tháng 10 năm 2013 và kết thúc vào ngày 15 tháng 1 năm 2014 trên kênh VTV1.

## Nội dung
Câu chuyện bắt đầu từ biến động náo loạn Thăng Long năm 1210 đến thời kỳ gia đình Trần Lý (gồm hai con Trần Thừa, Trần Tự Khánh và cháu ruột là Trần Thủ Độ) cùng Tô Trung Từ phò thái tử Sảm chiếm lại Thăng Long, giúp thái tử Sảm lên ngôi vua, trở thành vua Lý Huệ Tông.

## Diễn viên

### Diễn viên chính[5]
- Thiên Bảo trong vai Trần Thủ Độ
- Lã Thanh Huyền trong vai Trần Thị Dung
- Hứa Vĩ Văn trong vai Thái tử Sảm

### Diễn viên phụ
- NSND Lan Hương trong vai Đàm hoàng hậu
- NSND Hoàng Dũng trong vai Lý Cao Tông
- NSND Mạnh Cường trong vai Đàm Dĩ Mông
- NSND Nguyễn Hải trong vai Nguyễn Chính Lại
- NSND Trần Đức trong vai Phạm Bỉnh Di
- NSƯT Viết Liên trong vai Trần Lý
- NSND Bùi Bài Bình trong vai Tô Trung Từ
- NSND Đỗ Kỷ trong vai Đỗ Kính Tu
- NSƯT Chí Trung trong vai Cả Ất
- NSƯT Chu Hùng trong vai Quách Bốc
- Cường Việt trong vai Đàm Thì Phụng
- Văn Báu trong vai Đỗ Xuân Ấu
- NSƯT Tạ Minh Thảo trong vai Đoàn Thượng
- Lê Bá Anh trong vai Trần Tự Khánh
- Xuân Trường trong vai Trần Thừa
- Võ Thành Tâm trong vai Trần Tỵ
- Nguyễn Thu Hà trong vai Lành
- Tạ Vũ Thu trong vai Lý Hạ
- Bích Ngọc trong vai Mai Hoa
- Quỳnh Trang trong vai Lê Quý phi
- Thanh Hoài trong vai Đàm Quý phi
- Nguyễn Thị Mai Chi trong vai Thuận Hoa
- Minh Phương trong vai Phạm Thành Phụ
- Phan Trí Tuệ trong vai Đỗ Bảo Dương
- Phan Anh trong vai Vũ Đình Kỷ
- Mai Thị Như Quỳnh trong vai Mỵ Liên
- Đào Hạnh Đan trong vai Lý Chiêu Hoàng
- Minh Đức trong vai Trần Cảnh
- Linh Huệ trong vai Vợ Tô Trung Từ
- Minh Nguyệt trong vai Vợ Trần Tự Khánh
- Thu Hương trong vai Vợ Trần Thừa
- Đào Văn Bích trong vai Mã Lượng
- Nguyễn Đức Hưng trong vai Tùy tướng của Quách Bốc
- Trịnh Văn Huy trong vai Đoàn Long
- Vũ Văn Trung trong vai Tô Vĩ
- Nguyễn Đình Chiến trong vai Thái giám Mão
- Đào Thế Hoàng trong vai Thái giám Ngọ
- Thanh Tùng trong vai Thái giám Dần
- Hoàng Tùng trong vai Thái giám Hợi
- Lại Phú Đôn trong vai Quan trong triều
- Tiến Thành trong vai Quan trong triều
- Quách Xuân Cương trong vai Quan trong triều
- Thanh Bình trong vai Ông già chở xác
- Hoàng Hải trong vai Nguyễn Nộn
- Hạnh Lê trong vai Công chúa Thuận Thiên

Cùng một số diễn viên khác....

## Ca khúc trong phim
- Tình ngút ngàn đau

Sáng tác: Hà Phương
Thể hiện: Trọng Tấn
- Con hạc vàng

Sáng tác: Nguyễn Cường
Thể hiện: Tùng Dương

## Giải thưởng
| Năm  | Giải thưởng    | Hạng mục                  | (Người) đề cử    | Kết quả        | Tham khảo   |
| ---- | -------------- | ------------------------- | ---------------- | -------------- | ----------- |
| 2012 | Giải Cánh diều | Phim truyện truyền hình   | —                | Cánh diều vàng | [ 2 ]       |
| 2012 | Giải Cánh diều | Biên kịch xuất sắc        | Nguyễn Mạnh Tuấn | Đoạt giải      | [ 2 ]       |
| 2012 | Giải Cánh diều | Đạo diễn xuất sắc         | Đào Duy Phúc     | Đoạt giải      | [ 2 ]       |
| 2013 | Giải Mai Vàng  | Nam diễn viên truyền hình | Thiên Bảo        | Đề cử          | [ 6 ] [ 7 ] |

## Sản xuất
Bộ phim Thái sư Trần Thủ Độ do Uỷ ban nhân dân Thành phố Hà Nội đặt hàng Hãng phim truyện I (Hãng phim truyện Việt Nam) sản xuất, được bấm máy từ tháng 6 năm 2009 đến tháng 10 năm 2010. Lẽ ra ban đầu phim phải được công chiếu vào dịp Đại lễ 1.000 năm Thăng Long nhưng qua đến năm 2011 phim vẫn chưa chiếu mà phải tận 3 năm sau mới bắt đầu lên sóng. "Đắp chiếu" hơn 3 năm với kinh phí tốn gần 57 tỷ đồng, việc sản xuất phim trì trệ rồi "vứt kho" qua ngày đã gây rất nhiều bức xúc cho người dân vì đã không có phim lại còn phải tồn tiền "thuế" để sản xuất. Thậm chí khi một số cảnh hậu trường phim bị rò rỉ ra bên ngoài, nhiều người đã càng thêm khó chịu vì bối cảnh chẳng khác nào ở phim Trung Quốc, do bối cảnh được quay ở trường quay bên Trung Quốc (phim trường Hoành Điếm - Chiết Giang - Trung Quốc), phục trang, đạo cụ, tạo hình nhân vật vì vậy nên cũng rất giống với phim Trung Quốc đến mức không thể chấp nhận được.